# 君推し!
「君推し!」（きみおし!）は、日本のガールズバンドアイドル ザ・コインロッカーズの楽曲。新井弘毅が作詞・作曲した。 2021年11月19日に配信限定シングルとしてワーナーミュージック・ジャパンから発売された。

## 収録内容
1. 君推し!
作詞・作曲・編曲：新井弘毅